# 1984年のUWF
『1984年のUWF』は、柳澤健の著書。2017年に文藝春秋から刊行された。

## 概要
1984年に立ち上げたプロレス団体UWFの内情を描いたノンフィクション作品。 もともとスポーツ総合誌『Sports Graphic Number』で連載されていたものを単行本化したもの。